# أوليفييه رينارد
اوليفيير رينارد (24 مايو 1979 في بلجيكا - ) هو لاعب كرة قدم بلجيكي في مركز حراسة المرمى. شارك مع منتخب بلجيكا تحت 19 سنة لكرة القدم ومنتخب بلجيكا تحت 21 سنة لكرة القدم. أما مع النوادي، فقد لعب مع ستاندارد لييج وكيه في ميخيلين ونادي أودينيزي ونادي رويال شارلروا ونادي مودينا ونادي نابولي.

## روابط خارجية
- اوليفيير رينارد على موقع الاتحاد البلجيكي (الإنجليزية)
- اوليفيير رينارد على موقع قاعدة بيانات كرة القدم.إي يو (الإنجليزية)
- اوليفيير رينارد على موقع Soccerway.com (الإنجليزية)